# 红色青年先锋队
红色青年先锋队（俄语：Авангард красной молодёжи，缩写为AKM）是俄罗斯的一个激进的共产主义青年组织，成立于1999年5月4日。该组织的指导思想是马克思列宁主义。该组织是左翼阵线的成员。该组织的实际领袖是谢尔盖·乌达利佐夫，他曾多次因为发起反对普京政权的抗议活动被捕。